# Mesagerul (film din 1971)
Mesagerul (titlul original: The Go-Between ) este un film dramatic englez, realizat în 1971 de regizorul Joseph Losey după romanul omonim al scriitorului L. P. Hartley apărut în anul 1953. Protagoniștii filmului sunt Julie Christie, Alan Bates, Margaret Leighton și Dominic Guard. 

## Distribuție
- Julie Christie - Marian
- Alan Bates - Ted Burgess
- Margaret Leighton - doamna Maudsley
- Michael Redgrave - Leo Colston (îaltn vârstă)
- Dominic Guard - Leo Colston (copil)
- Michael Gough - domnul Maudsley
- Edward Fox - Hugh Trimingham
- Roger Lloyd-Pack - Georges, prietenul lui Leo

## Premii și nominalizări
- 1971 Festivalul Internațional de Film de la Cannes („Grand Prix”).
- 1972 BAFTA patru premii:
  - Cel mai bun scenariu pentru Harold Pinter
  - Cea mai bună actriță într-un rol secundar: Margaret Leighton
  - Cel mai bun actor într-un rol secundar: Edward Fox
  - Most Promising Newcomer:  Dominic Guard
- 1972 Writers' Guild of Great Britain: Cel mai bun scenariu pentru Harold Pinter
- 1999 British Film Institute Locul 57 în Topul celor mai bune 100 de filme ale Secolului 20